# Opisthocystis multifida
Opisthocystis multifida är en plattmaskart som först beskrevs av Nasonov 1935, och fick sitt nu gällande namn av Tor Karling 1956. Opisthocystis multifida ingår i släktet Opisthocystis, och familjen Polycystididae. Inga underarter finns listade.